# ОАР на Средиземноморских играх
Объединенная Арабская Республика (ОАР) принимала участие в Средиземноморских играх только в 1959 году. До этого и после этого в Играх участвовали отдельные команды Египта и Сирии.
Спортсмены ОАР завоевали всего 74 медали, из них 23 золотых, в командном медальном зачёте ОАР занимает (после Игр 2022 года) 15-е место.

## Медальный зачёт
| Год         | Кол-во спортсменов | Золото | Серебро | Бронза | Всего | Место |
| Бейрут 1959 | 162                | 23     | 21      | 30     | 74    | 2     |
| Всего       | Всего              | 23     | 21      | 30     | 74    | 15    |